# Pternistis adspersus
Il francolino beccorosso (Pternistis adspersus (Waterhouse, 1838)) è un uccello galliforme della famiglia dei Fasianidi originario dell'Africa centro-meridionale.

## Descrizione

### Dimensioni
Il maschio misura 38 cm circa di lunghezza, per un peso di 340-635 g; la femmina misura 33 cm circa di lunghezza, per un peso di 340-549 g.

### Aspetto
La specie è caratterizzata da becco e zampe rosse, dall'iride marrone scuro e da un grande anello oculare giallo; i due partner sono piuttosto simili, ma la femmina è di dimensioni leggermente inferiori e presenta speroni più corti. In quest'ultima, lo sperone può anche essere assente, mentre alcuni maschi, al contrario, possono averne due. La testa, il collo, la mantellina e tutte le parti inferiori sono fortemente barrate di grigio-nero e bianco. La fronte e la zona vicino all'occhio presentano una tinta nerastra che mette in evidenza l'anello oculare. Le copritrici auricolari sono di colore grigio scuro uniforme. Le ali, il groppone e le copritrici sopra-caudali mostrano una colorazione grigio-bruna abbondantemente vermicolata da sottili strisce color camoscio. I giovani sono molto simili agli adulti, ma hanno una colorazione generale più marrone e meno grigia, con sottili strisce color camoscio sia sulle parti superiori che su quelle inferiori. Hanno inoltre un anello oculare di colore giallo opaco e più stretto, tarsi gialli privi di lucentezza e becco brunastro con il ramo inferiore chiaro.

## Biologia
I francolini beccorosso si riuniscono in gruppi anche molto numerosi che possono contare fino a 20 individui e si associano liberamente ad altre specie di francolini, soprattutto a quelli di Swainson. Queste bande si sciolgono all'inizio della stagione riproduttiva, quando i maschi scelgono il proprio territorio. Questi francolini vanno in cerca di cibo e fanno volentieri dei bagni di polvere lungo i sentieri sabbiosi, correndo a ripararsi tra la fitta vegetazione al minimo segno di allerta. È molto raro che volino sugli alberi quando fuggono. I francolini beccorosso sono attivi principalmente all'alba e al crepuscolo. Quando lanciano i loro richiami, si rannicchiano sui termitai o si appollaiano su rami bassi. Tuttavia, i loro richiami possono durare anche tutto il giorno nel caso di esemplari non accompagnati. Nelle ore più torride della giornata, i francolini beccorosso si nascondono all'ombra. Di notte si appollaiano sugli alberi.

### Alimentazione
La sua dieta è vegetariana. Si nutre di semi e di erbe che trova sul terreno o nella lettiera di foglie delle regioni leggermente boscose.

### Riproduzione
I francolini beccorosso sono probabilmente monogami. Il periodo di riproduzione ha inizio alla fine della stagione delle piogge o all'inizio della stagione secca, vale a dire principalmente da aprile a luglio in Botswana e da gennaio a marzo e da maggio ad agosto nello Zimbabwe. Il nido è una semplice depressione creata grattando sul terreno, nascosta sotto un cespuglio. La covata può variare da 4 a 10 uova, ma generalmente è di 6 o 7. Queste ultime sono di colore crema o bruno-giallastro e vengono covate per un periodo di 19 o 20 giorni.

## Distribuzione e habitat
I francolini beccorosso frequentano le savane aride arbustive e alberate e le pianure alluvionali punteggiate da alberi sparsi di acacia, generalmente vicino a stagni o corsi d'acqua. Sono endemici dell'Africa sud-occidentale: si incontrano dal sud dell'Angola, attraverso la quasi totalità di Namibia e Botswana, fino allo Zimbabwe nord-occidentale e allo Zambia sud-occidentale. Diversi tentativi di introduzione alle isole Hawaii hanno avuto esito negativo.

## Tassonomia
Ne vengono riconosciute due sottospecie:
- P. a. adspersus (Waterhouse, 1838), diffusa dall'Angola sud-occidentale (Huíla meridionale) e dalla Namibia nord-occidentale al Botswana settentrionale ad est e all'estremità settentrionale del Sudafrica a sud;
- P. a. mesicus Clancey, 1996, diffusa prevalentemente sugli altopiani della Namibia centro-settentrionale, ma anche nello Zambia sud-occidentale e nello Zimbabwe nord-occidentale.